# Torsta
Torsta är ett naturbruksgymnasium i Ås, Krokoms kommun, Jämtlands län. Skolan hette i början Åsbygdens Naturbruksgymnasium men bytte namn den 1 juli 2012 när skolan övergick till Jämtlands Gymnasieförbund. Torsta erbjuder naturbruksprogrammet med inriktningarna djur, lantbruk och skog.